# Peter Monteverdi
Peter Monteverdi, född 7 juni 1934 i Binningen i Schweiz, död 4 juli 1998 i samma stad, schweizisk bilbyggare. 
Monteverdi startade det egna märket Monteverdi som förutom bilar under eget namn även tillverkade protyper och serie-tillverkning åt andra tillverkare. Monteverdi ägde under en tid även formel 1-stallet Onyx.